# Stajolo
Der Stajolo war ein italienisches Flächenmaß im Großherzogtum Toskana.
- 1 Stajolo = 3533 Pariser Quadratfuß = 372,8 Quadratmeter
- 1 Stajolo = 66 Quadrat-Pertiche = 330 Bracci
- 1 Saccato = 1 Catena = 10 Stajolo = 5 ¾ Canna architettonica[1]

## Sonstiges
Verschiedentlich ist der Stajolo auch unter der falschen Schreibweise Stajalo in die Literatur bzw. „Altliteratur-Auswertung“ eingegangen.